# Majino Lorang
Majino Lorang is een bestuurslaag in het regentschap Nias Selatan van de provincie Noord-Sumatra, Indonesië. Majino Lorang telt 349 inwoners (volkstelling 2010).